# Bothriomyrmex laticeps
Bothriomyrmex laticeps é uma espécie de inseto do gênero Bothriomyrmex, pertencente à família Formicidae.